# Gosnells
Gosnells è un sobborgo situato nell'area metropolitana di Perth, in Australia Occidentale; esso si trova a sud-est del centro cittadino ed è la sede della Città di Gosnells. Al censimento del 2006 contava 17.277 abitanti.